# Mouvement prograde ou rétrograde
Ne doit pas être confondu avec rétrogradation.

Le satellite (rouge) est rétrograde car il orbite dans la direction opposée à la rotation de sa planète (bleu/noir).

Dans cette animation, le satellite orange décrit un mouvement rétrograde autour de sa planète, contrairement aux trois autres.

La notion de mouvement prograde ou rétrograde peut s'appliquer à un mouvement de révolution (ou mouvement orbital) ou à un mouvement de rotation (d'un objet céleste sur lui-même) :
- un objet du Système solaire a un mouvement rétrograde (ou, par abus de langage, il est rétrograde) s'il effectue une révolution autour de son corps central (le Soleil pour les planètes, la planète pour ses satellites) dans le sens des aiguilles d'une montre, lorsqu'on le regarde depuis le pôle positif de rotation du corps central. La plupart des planètes et des satellites effectuent un mouvement direct (ou prograde, c'est-à-dire inverse d'un mouvement rétrograde), l'exception la plus connue étant Triton, un des satellites de Neptune. Parmi les 726 261 planètes mineures connues fin 2016, 82 seulement sont rétrogrades[1] ;
- on parle aussi de mouvement rétrograde pour les rotations, lorsque le pôle positif de rotation (celui dont le sens de rotation est anti-horaire) se trouve dans l'hémisphère sud du plan orbital. Les seuls exemples connus sont, parmi les planètes, Vénus et Uranus et, parmi les planètes naines, Pluton.